# Tuberculatus fuscotuberculatus
Tuberculatus fuscotuberculatus är en insektsart. Tuberculatus fuscotuberculatus ingår i släktet Tuberculatus och familjen långrörsbladlöss. Inga underarter finns listade i Catalogue of Life.